# Dương Bá Bành
Dương Bá Bành (1920–1951) là một bác sĩ người Việt Nam.

## Tiểu sử
Dương Bá Bành sinh năm 1920, là con cả trong số tám người con của Giáo sư Dương Quảng Hàm và bà Trần Thị Vân. Gia đình có quê gốc ở làng Phú Thị, tổng Mễ Sở, huyện Đông An, phủ Khoái Châu (nay thuộc xã Mễ Sở, huyện Văn Giang), tỉnh Hưng Yên. Ông được đánh giá là người có năng lực học tập giỏi nhất trong các anh chị em, sẵn sàng bảo vệ gia đình, không sợ người Pháp.
Ông theo học trường Đại học Y Dược Đông Dương. Năm 1945, sau Cách mạng Tháng Tám, đích thân Chủ tịch Hồ Chí Minh đã trao bằng tốt nghiệp cho thế hệ bác sĩ đầu tiên của nước Việt Nam Dân chủ Cộng hòa, trong đó Dương Bá Bành là một trong chín người nhận bằng bác sĩ y khoa (cùng Nguyễn Đình Ái, Đặng Đình Huấn, Phạm Gia Triệu, Trương Sỹ Hoàn, Nguyễn Duy Ngọ, Nguyễn Hữu Giới, Nguyễn Ngọc Huy, Ngô Như Hiền), sau đó nhận nhiệm vụ phụ dạy lớp nữ hộ sinh. Năm 1946, trước tình hình quân Pháp xâm lược, ông xin được Nam tiến, phụ trách một trạm quân y tiền phương ở Mặt trận Nam Trung Bộ.
Năm 1947, Hà Nội bị Pháp chiếm đóng, ông trở về công tác tại Nhà thương Phủ Doãn, bí mật cứu chữa bộ đội, tự vệ của Vệ quốc đoàn dưới danh nghĩa bệnh nhân. Vì lý do này, ông bị quân Pháp bắt giam vào nhà tù Hỏa Lò. Sau khi ra tù, ông sang Pháp và mất ngày 7 tháng 7 năm 1951 do tại nạn giao thông. Di hài của ông gửi về Hà Nội và được gia đình an táng tại nghĩa trang làng Phú Thi (Hưng Yên).